# Fatma Boufenik
Fatma Boufenik en arabe  بوفنيق فاطمة , née le 14 juin 1958 à El Bayadh en Algérie, est une militante féministe et des droits de la personne algérienne.

## Biographie
Fatma Boufenik a obtenu sa licence en science économique option gestion promotion juin 1982 et docteure en analyse et développement économique. Elle est maitresse de conférences à l’Université Mohamed Benahmed - Oran 2, spécialiste en analyse et développement économique.

### Parcours associatif
Militante féministe, Fatma Boufenik est engagée dans la lutte pour les droits des femmes. Elle est la fondatrice de l'association Femmes Algériennes Revendiquant leurs Droits (FARD), qui est une association fondée en 1995 et elle agit pour l'égalité des droits entre les femmes et les hommes, ainsi que sur l'égalité des chances sur le plan économique, social et politique entre les hommes et les femmes.
L’association FARD est basée à Oran et mise en conformité avec la loi no 12-06 relative aux associations algériennes, elle œuvre aussi pour l'information, la sensibilisation, la formation et accompagnement des femmes victimes de violences basé sur le genre. Son siège a été mis sous scellés, le 27 février 2018, par la Direction locale de la Réglementation et des Affaires Générales (DRAG - Wilaya Oran) au prétexte qu'elle n'est pas agréée. La levée des scellés a eu lieu le 5 mars 2018

### Engagement politique
Fatma Boufenik a commencé au milieu des années 1970 à militer au sein du collectif des lycéen.ne.s comme élève du lycée El Hayat d'Oran et ensuite comme étudiante contre la promulgation du code de la famille, dans les groupes de travail des étudiantes - G.T.E - section de l’institut des Sciences Économiques d'Oran.
Elle s'est investie dans la lutte pour les droits sociaux et devient la secrétaire générale de la section syndicale du Lycée Technique des Jeunes Filles (LFTJ) d'Oran en 1982 à 1988 qu'elle quitte pour s'investir dans la défense des droits humains à la suite des atteintes aux droits Humains lors des évènements d'octobre 1988. Membre du bureau de la wilaya d'Oran de la Ligue algérienne pour la défense des droits de l'homme de 1988 à 1990, elle a été candidate aux premières élections libres en Algérie sur la liste indépendante El Bahia au municipale d'Oran, en mai 1990. Elle est membre de l'association féministe pour l’Épanouissement de la Personne et l'Exercice de la Citoyenneté depuis sa création en 1989 jusqu'à 1994
Elle est aussi fondatrice et directrice bénévole du centre Karima Senouci, centre d’accompagnement des femmes victimes de violences, et initiatrice de l'espace pour l'insertion socio-professionnelle et autonomisation socio-économique des femmes, et initiatrice du Réseau pour l’intégration de l'approche genre dans les pratiques associatives en Algérie.
En avril 2007, elle se présente à l'élection pour la députation pour l'Assemblée Populaire Nationale en Algérie.
En 2018, elle continue à militer pour l'égalité devant la loi entre les hommes et les femmes et plaide pour l'abrogation du code de la famille. Elle agit, également, pour les libertés individuelles et collectives et appelle à une liberté d'association et l'abrogation de la loi des associations no 12-06.